# CS 세리토
CS 세리토(스페인어: Club Sportivo Cerrito)는 우루과이 몬테비데오주 몬테비데오 세리토를 연고로 하는 축구단이다. 1929년 10월 28일에 설립되었으며, 우루과이 세군다 디비시온에 참가하고 있다.